# Rymowanka
Rymowanka – wierszowana forma literacka, zwykle o niewielkiej wartości artystycznej.
W rymowance mogą się znajdować następujące rodzaje braków formalnych:
- temat oklepany lub nadmiernie sentymentalny,
- rymy częstochowskie,
- rymy nieprecyzyjne lub robione na siłę,
- zachwiane metrum wiersza,
- wymuszona zamiana kolejności wyrazów, aby zachować metrum.

Obecnie rymowanki ulegają zapomnieniu, jednak czasami utwory o tego rodzaju formie zachowują się w pamięci lub zapisach. Dotyczy to szczególnie utworów kabaretowych lub poezji dla dzieci. W polskiej tradycji literackiej rymowanki o większej wartości literackiej są też często klasyfikowane jako fraszki lub bajki.
Do twórców, których utwory bywają nazywane rymowankami, należą:
- ksiądz Józef Baka,
- Jan Brzechwa,
- Julian Tuwim,
- Stanisław Jerzy Lec,
- Jan Sztaudynger.

Rymowanki pojawiają się też często jako element kultury ludowej. W Polsce Stanisław Barańczak spopularyzował ostatnio rymowanki pochodzące z kultury anglosaskiej, pisane przez autorów takich, jak Ogden Nash czy Edward Lear.